# Dellbridge-eilanden
De Dellbridge-eilanden zijn een eilandengroep nabij het eiland Ross in de Rosszee bij Antarctica.

## Beschrijving
De Dellbridge-eilanden liggen ten zuidwesten van Ross-eiland, op enkele kilometers van Kaap Evans. Ze zijn genoemd naar James Dellbridge, een ingenieur die deelnam aan de National Antarctic Expedition van Robert Falcon Scott (1900-1904).

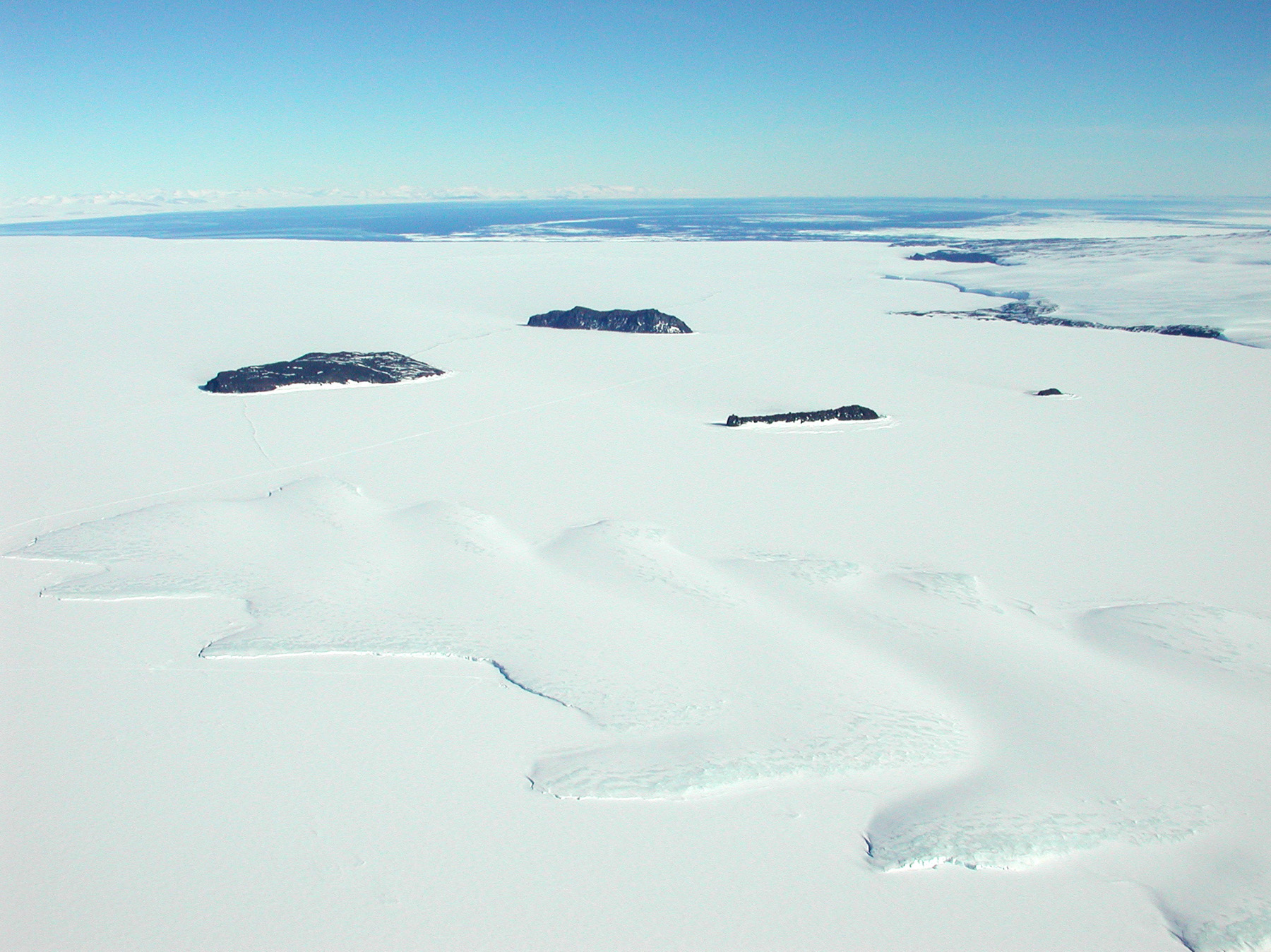
De Dellbridge-eilanden vanuit het zuidoosten. V.l.n.r. Tent Island, Inaccessible Island, Big Razorback en Little Razorback. Op de achtergrond rechts ligt het eiland Ross.
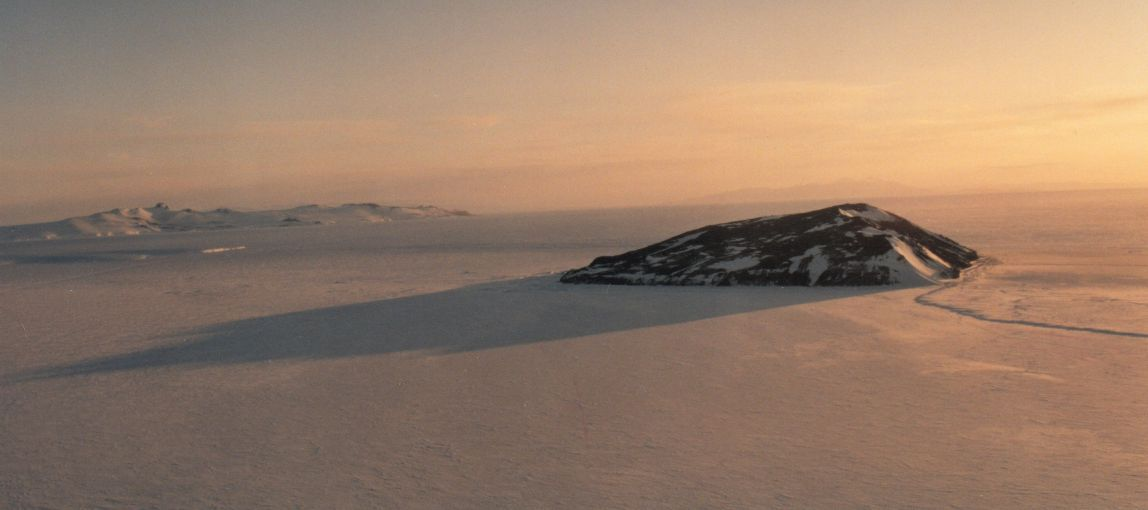
Tent Island

De groep bestaat uit vier eilanden:
- Inaccessible Island ligt 2 km ten zuidwesten van Kaap Evans en is 160 m hoog. Tussen de kaap en het eiland ligt op een diepte van 100 tot 150 m een onderzeese richel, waarop vaak ijsbergen stranden.
- Tent Island, 137 m hoog, ligt 1,6 km ten zuiden van Inaccessible Island.
- Big Razorback Island ligt 2 km ten oosten van Tent Island en is 64 m hoog.
- Little Razorback Island, 36 m hoog en het kleinste eiland van de Dellbridge-eilanden, ligt 1,3 km ten noorden van Big Razorback Island.